# یابل
یابل (به آلمانی: Jabel) یک شهر در آلمان است که در Mecklenburgische Seenplatte District واقع شده‌است. یابل  ۶۳۷ نفر جمعیت دارد.